# Novohrîhorivka, Veselînove
Novohrîhorivka (în ucraineană Новогригорівка) este un sat în comuna Podillea din raionul Veselînove, regiunea Mîkolaiiv, Ucraina.

## Demografie
Componența lingvistică a localității Novohrîhorivka
     Ucraineană (85,71%)
     Rusă (12,5%)
     Belarusă (1,79%)
Conform recensământului din 2001, majoritatea populației localității Novohrîhorivka era vorbitoare de ucraineană (85,71%), existând în minoritate și vorbitori de rusă (12,5%) și belarusă (1,79%).